# Rooms on Fire
Rooms on Fire is een nummer van de Amerikaanse Fleetwood Mac-zangeres Stevie Nicks uit 1989. Het is de eerste single van haar vierde studioalbum The Other Side of the Mirror.
Het nummer haalde in de Amerikaanse Billboard Hot 100 de 16e positie. In de Nederlandse Top 40 haalde het nummer de 15e positie, en in de Vlaamse Radio 2 Top 30 de 30e.